# Phan-xi-păng
Phan-xi-păng is een berg in de Vietnamese provincie Lào Cai, 9 km ten zuidwesten van het plaatsje Sa Pa. De berg is met een hoogte van 3.147,3 meter de hoogste berg van Indochina. Lokale bedrijven bieden klimtochten naar de top aan die één tot drie dagen duren.
Sinds 2 februari 2016 gaat er een kabelbaan naar boven. Deze is vanuit Sa Pa via een trein of weg te bereiken en doet er 25 minuten over om naar boven te gaan. Dan kan men te voet over goed aangelegde trappen of per trein naar de top. In 2014 is er een heel complex aangelegd gericht op toeristen.

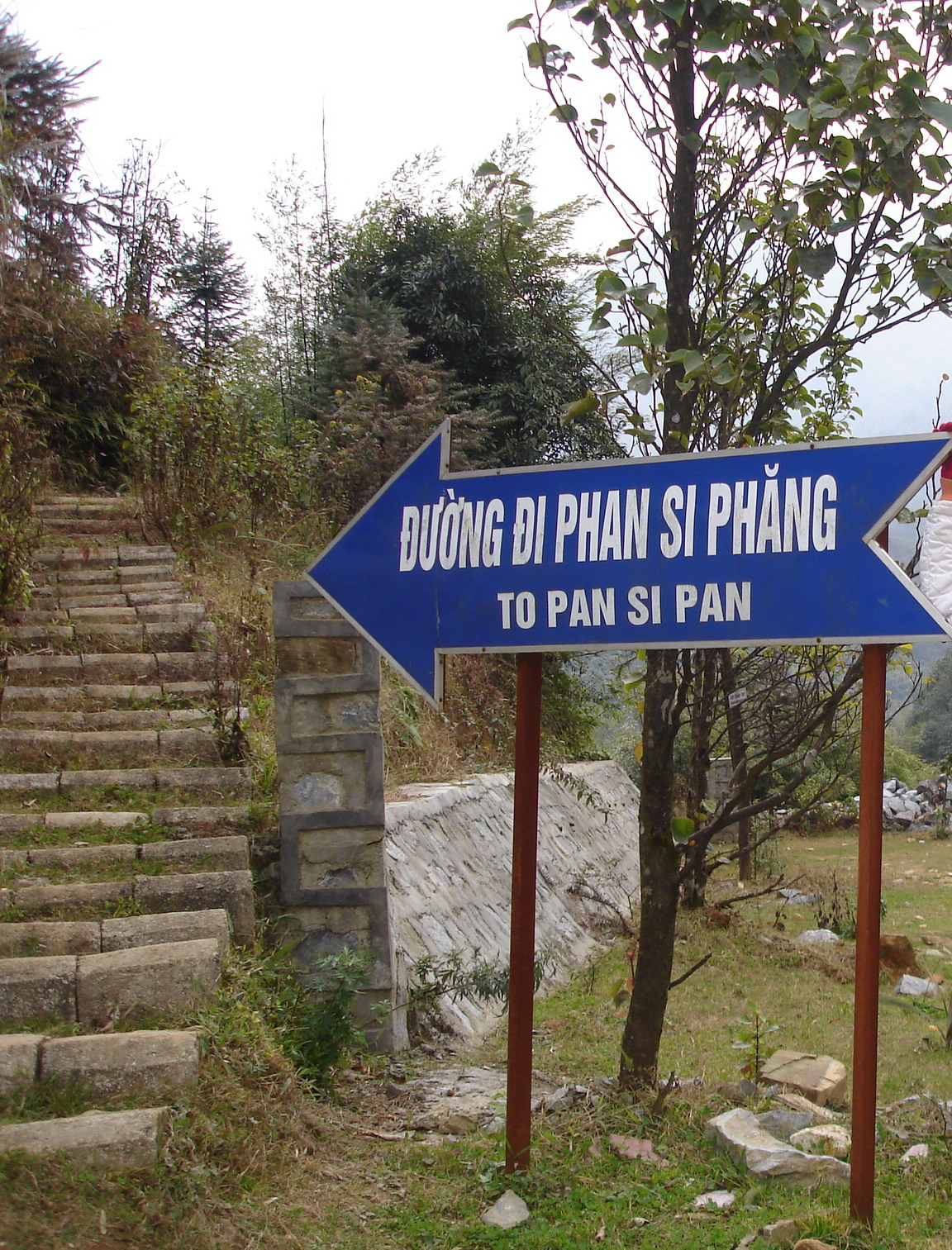
Wegwijzer voor wandelaars
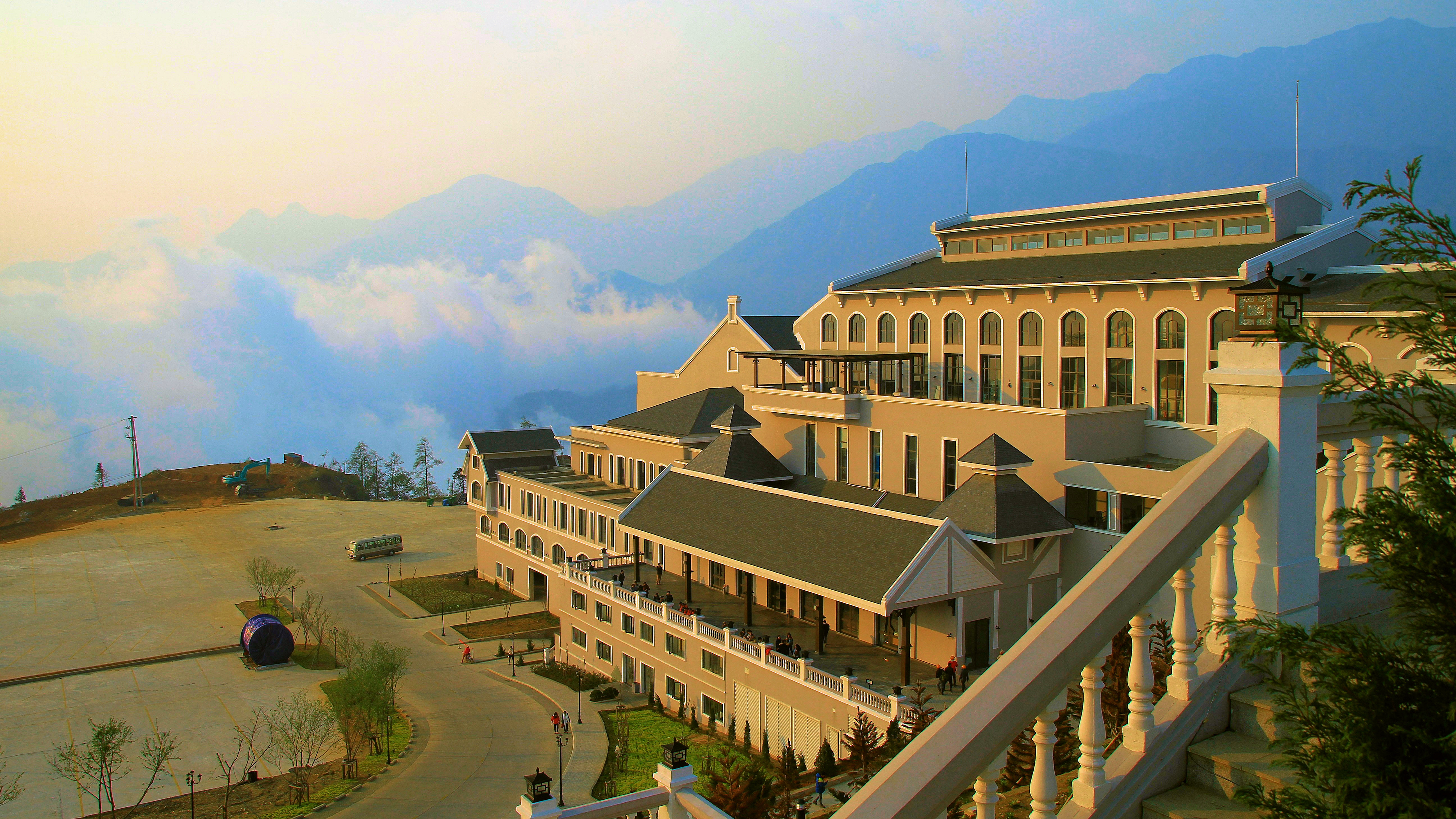
Kabelbaanstation naar de top
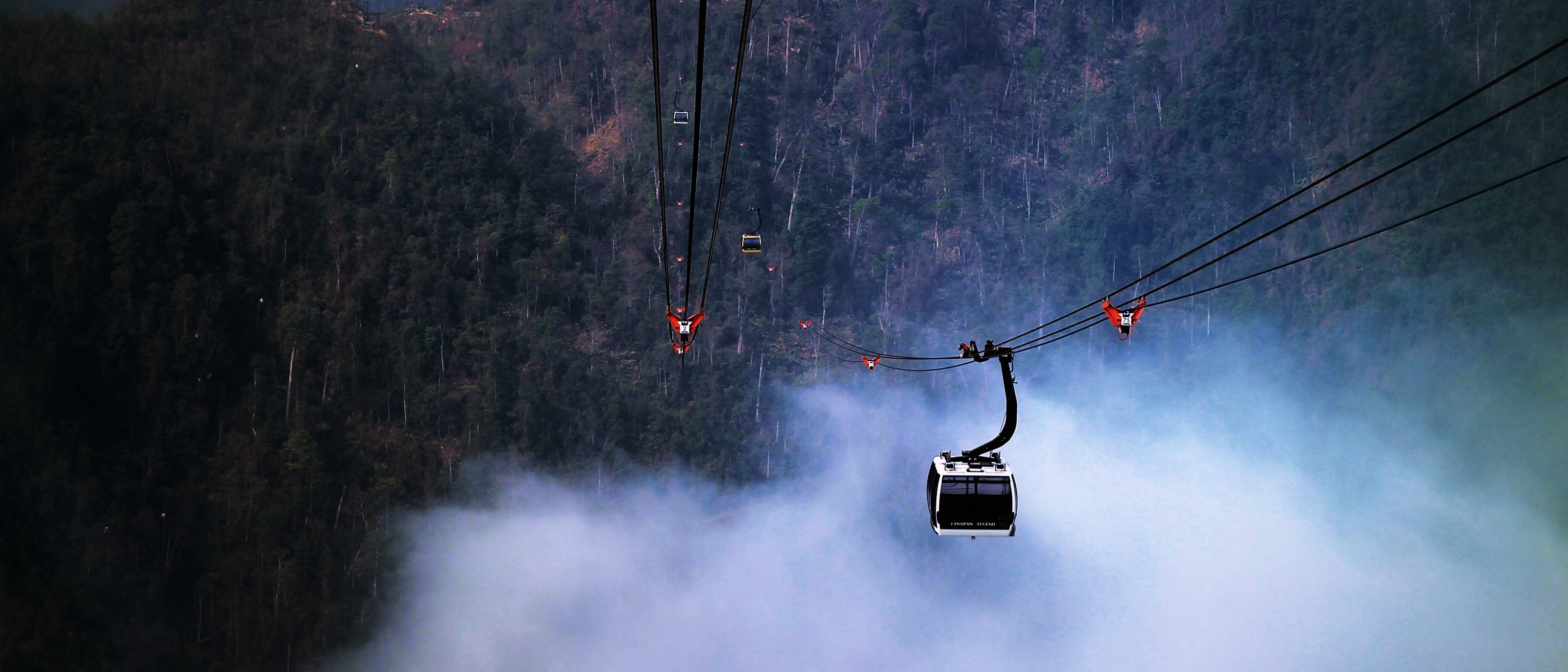
Kabelbaan